# 入江泰吉記念奈良市写真美術館

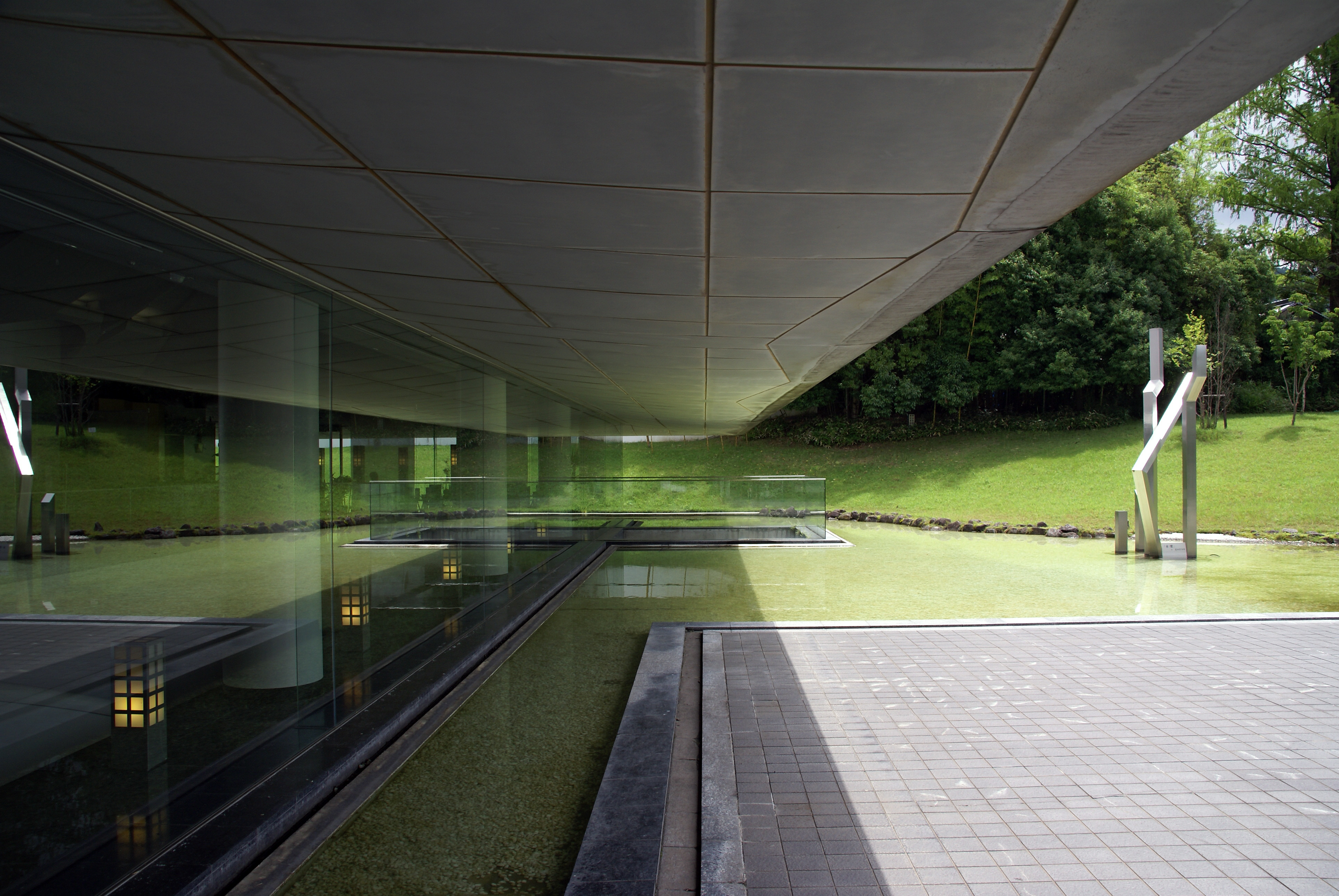
水庭

入江泰吉記念奈良市写真美術館（いりえたいきちきねんならししゃしんびじゅつかん）は、奈良県奈良市にある写真専門の美術館。大和路の風景や文化財を撮り続けた写真家である入江泰吉の作品を中心に、展示と保存・研究活動を行っている。 

## 沿革
- 1992年（平成4年）4月 - 入江泰吉の生前に全作品と愛蔵品を寄贈されていた奈良市が写真美術館を建設し、「奈良市写真美術館（ならししゃしんびじゅつかん）として奈良市高畑町に開館。
- 2007年（平成19年） - 入江泰吉記念奈良市写真美術館へ改称。

## 施設
- 展示室A
- 展示室B
- 入江泰吉記念室
- ハイビジョンコーナー
- 資料閲覧室（無料）
- ミュージアムショップ（無料）
- 講座室（無料）
- 庭園
- 設計 - 黒川紀章

## 交通アクセス
奈良交通市内循環「破石町」下車、 東へ徒歩10分。

## 周辺情報
- 新薬師寺
- 奈良公園
- ならまち
- 奈良教育大学
- 奈良ホテル
- 春日大社
- 志賀直哉旧居